# 제시카 제임스
제시카 제임스(Jessica Jaymes, 1979년 3월 8일 ~ 2019년 9월 17일)는 미국의 포르노 배우다.

## 수상
- 델타 디 베네르(프롬 밀라노)위너 - 베스트 아메리칸 스타
- 2018 AVN 홀 오브 페임